# Factor de potència

Fig.1 Factor de potència

En enginyeria elèctrica, el factor de potència d'un sistema de potència elèctric de corrent altern es defineix com la ràtio entre la potència real i la potència aparent. És un paràmetre sense dimensions i el seu interval va de -1 A +1. El seu símbol és FP o també cos φ. Les càrregues resistives pures tenen un FP=1, en canvi les càrregues inductives pures (inductives o capacitives) tenen un FP=0.

## Càlcul del Factor de potència

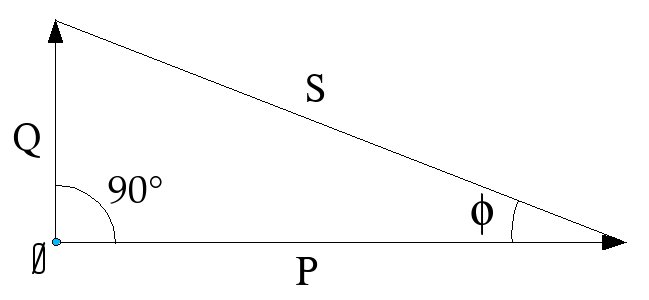
Fig.2 Triangle del Factor de potència

La fórmula per a calcular el factor de potència és la següent (vegeu Fig.2 que és una representació gràfica mitjançant un triangle)
{\displaystyle FP={\frac {P}{|S|}}=\cos(\Phi )\!}